# 2015 en Grèce
Chronologie de la Grèce
- 2011
- 2012
- 2013
- 2014
- 2015
- 2016
- 2017
- 2018
- 2019

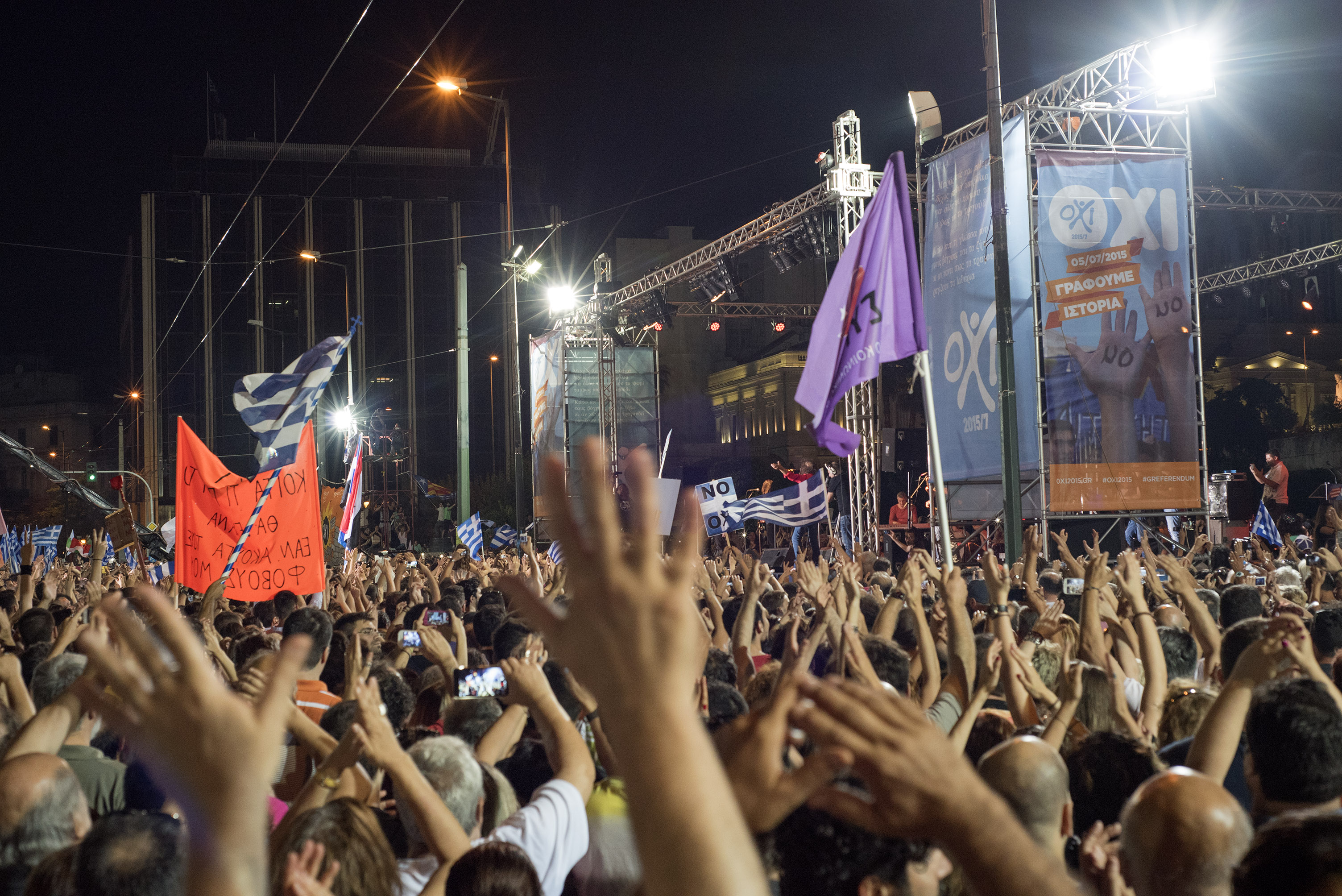
Manifestation pour le non au référendum, sur la place Syntagma (3 juillet 2015).

Cette page concerne les évènements survenus en 2015 en Grèce  :

## Évènement
- Crise de la dette publique grecque (Chronologie - Conséquences).
- 5 janvier : Un avion de guerre libyen bombarde un pétrolier exploité par les Grecs au large de la ville de Derna, tuant deux marins, un Grec et un Roumain. Le gouvernement grec a condamné ce qu'il a appelé une attaque « non provoquée et lâche » et exigé une enquête et des sanctions pour les responsables[1].
- 17 janvier : La police antiterroriste grecque arrête quatre personnes, à Athènes, en relation présumée avec le complot terroriste manqué du 15 janvier visant à tuer des policiers en Belgique[2].
- 25 janvier : Élections législatives.
- 27 janvier : Formation du gouvernement Tsípras I.
- 5 février : Réunion inaugurale de la XVIe législature du Parlement hellénique.
- 11 février : Les garde-côtes grecs sauvent les 22 membres d'équipage d'un navire battant pavillon chypriote, le Good Faith, qui s'est échoué sur l'île grecque d'Andros, lors d'une tempête en mer Égée.
- 18 février : Seconde phase de l'élection présidentielle grecque de 2014-2015 (premières phases les 17, 23 et 29 décembre 2014).
- avril : Création de la commission pour la vérité sur la dette publique grecque par la présidente du parlement grec, Zoe Konstantopoulou.
- 14 juin : Élection du président du Mouvement socialiste panhellénique.
- mi-juin : Débats sur l'exclusion de la Grèce de la zone euro.
- 5 juillet : Référendum dans le cadre de la crise de la dette publique grecque.
- 6 juillet : Démission du ministre des Finances Yánis Varoufákis.
- 15-22 juillet : Adoption des Lois de mesures préalables.
- 2 août : Démission du président de l'Autorité Hellénique des Statistiques (ELSTAT) Andréas Georgiou.
- 28 août : Formation du gouvernement Thánou-Christophílou.
- 20 septembre : Élections législatives.
- 23 septembre : Formation du gouvernement Tsípras II.
- 6-15 novembre : Festival international du film de Thessalonique.
- 17 novembre : Un séisme frappe l'île de Leucade faisant 2 morts et des dommages routiers[3].
- 20 décembre-16 janvier 2016 : Élection du président du parti Nouvelle Démocratie.

## Sortie de film
- Chevalier
- Je lutte donc je suis
- L'Éveil du printemps
- La Fille du fleuve
- Mercredi 04:45
- The Lobster

## Sport
- Championnat de Grèce de football 2014-2015
- Championnat de Grèce de football 2015-2016
- 12-28 juin : Participation de la Grèce aux Jeux européens à Bakou, en Azerbaïdjan.
- 27 juin-5 juillet : Championnat du monde masculin de basket-ball des moins de 19 ans à Héraklion.
- 6-19 juillet : Championnat d'Europe de football des moins de 19 ans, en Grèce.
- 14-19 juillet : Championnats d'Europe de cyclisme sur piste juniors et espoirs au Vélodrome olympique à Athènes.

## Création
- AthensCon (en), convention multi-genres à but non lucratif sur le divertissement et la bande dessinée, organisée chaque année à Athènes.
- Camp de Mória pour les réfugiés, sur l'île de Lesbos.
- Coalition démocratique, parti politique.
- LEPEN, parti politique, en référence à Jean-Marie Le Pen.
- Mouvement des socialistes démocrates, parti politique.
- Orange2Fly, compagnie aérienne charter.
- Unité populaire, parti politique.

## Dissolution
- Compagnie maritime de Lesbos (en)
- Nouvelle Radio-Internet-Télévision hellénique (NERIT)

## Décès
- 25 janvier : Demis Roussos, musicien et chanteur.
- 27 février : Geórgios Stravakákis, député européen.
- 24 avril : Fónis Zoglopítis, peintre et artiste visuel.
- 12 juin : Alain Nadaud, écrivain.
- 7 septembre : Voúla Zoubouláki, actrice.
- 16 septembre : María Chors, chorégraphe.